# Paul Four
Paul Four (Katoomba, 13 febbraio 1956) è un ex pentatleta francese.

## Palmarès
In carriera ha conseguito i seguenti risultati:
- Giochi olimpici:

Los Angeles 1984: bronzo nel pentathlon moderno a squadre.
- Mondiali:

Warendorf 1983: bronzo nel pentathlon moderno a squadre.